# ARA Santa Fe (S-21)
El ARA Santa Fe (S-21), llamado USS Catfish (SS-339) entre 1945 y 1971, fue un submarino de ataque de propulsión diésel-eléctrica de la clase Balao con la modernización GUPPY II.
Sirvió en la Armada Argentina entre los años 1971 y 1982 y en la Armada de los Estados Unidos bajo la denominación Catfish entre 1945 y 1971.
En 1982, cuando estaba a punto de ser dado de baja, participó en acciones bélicas de combate en la guerra de las Malvinas. Fue capturado por fuerzas británicas en las costas de la isla San Pedro del archipiélago de las Georgias del Sur. Tras el conflicto, a principios de 1985, cuando estaba siendo remolcado hacia el Reino Unido, se hundió en medio de un violento temporal.

## Construcción y características
El USS Catfish fue construido por la Electric Boat Co., que inició los trabajos el 6 de enero de 1944 y realizó la botadura el 19 de noviembre del mismo año. El nuevo submarino entró en servicio en la Armada de los Estados Unidos el 19 de marzo de 1945.
Desplazaba 1870 toneladas en superficie y 2420 t sumergido. Era propulsado por tres motores diésel —de 4800 shp de potencia— en conjunto con dos motores eléctricos de 5400 shp.

## USSCatfish(SS-339)
El USS Catfish (SS-339) fue botado el 19 de noviembre de 1944 por Electric Boat Company, Groton, Connecticut. Su madrina fue J. J. Crowley y fue asignado el 19 de marzo de 1945, su primer comandante fue el capitán de corbeta W. A. Overton.

### Operaciones durante la Segunda Guerra Mundial
El SS-339 navegó desde New London el 4 de mayo de 1945 hacia Pearl Harbor, arribando el 29 de junio. Después de unos ejercicios de entrenamiento y la instalación de equipamientos nuevos, se dirigió a Guam para un entrenamiento especial, arribando el 8 de agosto para su primera patrulla de guerra, una misión especial para localizar una zona de minas marinas cercanas a la isla de Kyūshū. A los pocos días, el 15 de agosto ocurre la rendición japonesa, concluye para el USS Macabi su misión de guerra, le fue ordenado patrullar el mar Amarillo. Retornó a su base en Guam el 4 de septiembre, para posteriormente volver a la Costa Oeste de los Estados Unidos, arribando a Seattle el 29 de septiembre de 1945.
Con base en San Diego, el USS Catfish operó localmente en la costa oeste de Estados Unidos y cruzó dos veces a la costa Este, durante los cuales realizó simulación de patrullaje de guerra y estuvo en servicio para la Séptima Flota.

### La modernización GUPPY II y sus operaciones durante la Guerra de Corea
EL USS Catfish fue modernizado extensivamente con la conversión GUPPY II (agosto de 1948 hasta mayo de 1949), la cual mejoró la velocidad y rigidez, sumergido. Intervino en el bloqueo marítimo durante la guerra de Corea, en su área hizo patrulla de reconocimiento bajo el soporte de las Naciones Unidas. El SS-339 retornó a Estados Unidos 20 de octubre de 1950, a su base en San Diego.

### Últimas operaciones en la Armada de Estados Unidos
Antes de ser vendido a la Argentina, fue utilizado para ejercicios de entrenamiento de los reservistas navales de la costa oeste, operando en conjunto con fuerzas canadienses en ejercicios de guerra antisubmarina, y cruzó varias veces hacia la costa este.

## ARASanta Fe(S-21)

### Década de 1970
El submarino ARA Santa Fe (S-21) SUSF afirmó su pabellón argentino el 2 de julio de 1971, fecha en que fue incorporado al Comando de la Fuerza de Submarinos (COFS) de la Armada Argentina, en la Base Naval de San Diego de la Armada de Estados Unidos. El 30 de julio parte rumbo a Trinidad para encontrarse con el ARA Santiago del Estero (S-22) SUSE que había sido entregado en Charleston el 1 de julio.
Participó de las distintas ejercitaciones de la Armada Argentina, llamadas Etapa de Mar, junto al resto de los buques del COFS, y los barcos de superficie del Comando de la Flota de Mar y aviones y helicópteros del Comando de Aviación Naval.
A fines de 1978 producto del desacuerdo sobre la soberanía en las tres Islas Picton, Lennox y Nueva en el Canal de Beagle, se tensan las relaciones entre Argentina y Chile. El 22 de diciembre de 1978 Argentina inicia la Operación Soberanía para ocupar militarmente las islas. La Armada Argentina, cumpliendo órdenes de la junta militar, dispone el envío una importante flota hacia el sur.
El submarino ARA Santa Fe (S-21) parte hacia la zona del conflicto, junto al resto de los buques del Comando de la Fuerza de Submarinos, y se destaca en la zona de patrulla asignada, en aguas territoriales chilenas. Cuando el enfrentamiento parecía inevitable, la oportuna intervención del papa Juan Pablo II evita el inicio de las hostilidades, por lo que el buque es replegado a su apostadero habitual, la Base Naval de Mar del Plata.
En 1981 el S-21 golpeó su domo sonar contra un banco de arena en las inmediaciones de la Base Naval Mar del Plata y este sensor fue reemplazado por el correspondiente al ARA Santiago del Estero (S-22), que de inmediato pasó a reserva, previa a su radiación. Se dispuso que para agosto de 1982 el SUSF seguiría los pasos del SUSE.

### Operaciones durante el Conflicto del Atlántico Sur

#### Reconquista de las Malvinas

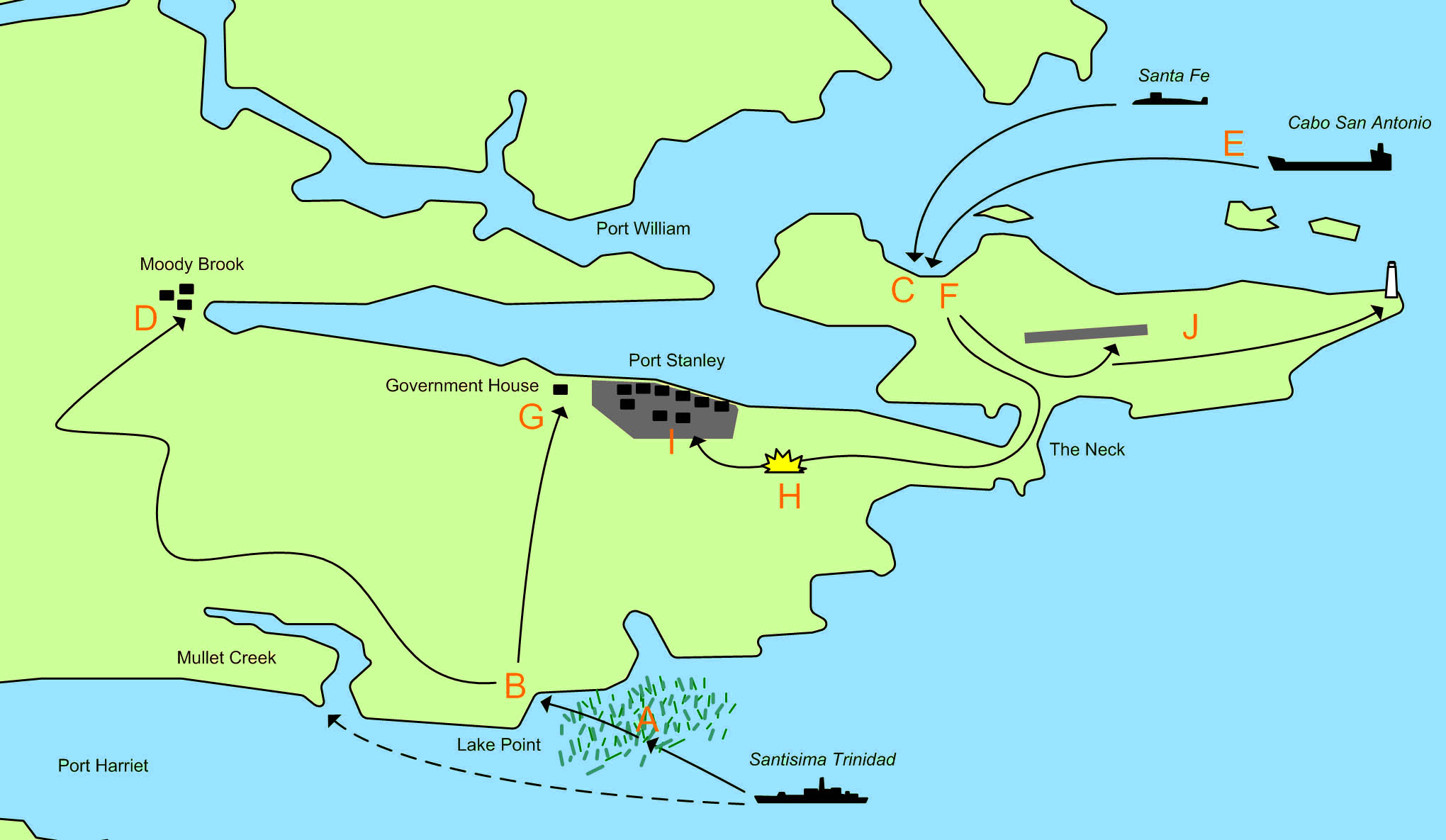
Esquema de la distribución de los buques de la Armada Argentina para la noche del 1 de abril de 1982

A fines del año 1981 el capitán Bicain recibe el comando del mismo de parte del capitán Julio Eneas Grosso. El submarino Santa Fe ya estaba programado para ser desactivado del servicio y no tenía el mejor estado de mantenimiento. Igualmente el capitán Grosso, famoso en la fuerza naval por ser un hombre detallista y un exigente profesional, intentó mantenerlo activo hasta el último minuto. Junto al nuevo comandante Bicain, en enero de 1982 probaron de hacer una inmersión a pocas millas de Mar del Plata, y la misma no pudo realizarse por una falla en el timón de profundidad. Pocos días después por la enérgica intervención del capitán Grosso y del nuevo Comandante Bicain pudieron solucionar el tema de emergencia en los talleres de Mar del Plata. En definitiva, el submarino Santa Fe, antiguo, a punto de ser pasado a inactivo, fue asignado para una Operación de Guerra.
El 30 de marzo de 1982 se incorpora a la Fuerza de Tareas 40, Grupo de Tareas 40.4 llevando a su bordo a parte de la fuerza de desembarco de la Operación Rosario. De él, partieron los buzos tácticos que posibilitaron el desembarco de las fuerzas argentinas que reconquistaron las Islas Malvinas.

#### Operaciones en la isla San Pedro
Luego de la recuperación de las Malvinas, el buque regresa a su apostadero, la Base Naval Mar del Plata. A su regreso, se le asigna una nueva misión para lo que es repostado de combustible y víveres que trasportará una fracción de infantes de marina hacia las Islas Georgias del Sur, con su armamento completo. El S-21 zarpa el 25 de abril de 1982. La navegación fue muy complicada ya un feroz temporal azotó al buque generándole daños en la vela. Si bien logra burlar al bloqueo británico, e ingresar a la isla de San Pedro, penetró en la caleta Capitán Vago de la Bahía Guardia Nacional (Grytviken), desembarcando el personal y materiales. 
Luego del desembarco, a las 05:50 horas (local) para regresar a la zona asignada para su patrulla, pero es detectado y atacado por helicópteros. Entre ellos un Westland Wessex, dos Wasp y dos Lynx, de los buques HMS Endurance, HMS Antrim y HMS Plymouth que se encontraban en la zona de operaciones. Al viejo submarino le disparan con misiles AS-12, cargas de profundidad y con ametralladoras, que le ocasionan un herido grave y daños de consideración sobre la vela, que le imposibilitan sumergirse para poder regresar a su base. El buque regresa a Grytviken, no sin antes ofrecer resistencia, con parte de su personal disparando a los helicópteros enemigos desde la vela, encabezados por el cabo Héctor O. Feldman. A las 07:30 amarra mientras desde tierra, los infantes de Marina del teniente Luis Lagos y su segundo, Guillermo Luna disparan contra los británicos lanzando, incluso, un misil. El submarino queda escorado a babor y con la popa sumergida. Ante la superioridad británica que contaba, en la zona, con mayor números de tropas, con apoyo aéreo y fuego naval, la guarnición argentina se rinde junto a los submarinistas.
El 27 de abril se intentó cambiar su posición con apoyo de un remolcador. Mientras se realizaba la maniobra el Suboficial Primero Félix O. Artuso cae, mortalmente herido, cuando un infante de marina británico le dispara indicando que había hecho movimientos que lo hicieron suponer que iba a maniobrar una válvula para provocar el hundimiento del buque.

## Final del buque
Durante el verano austral 1984/1985, la Dirección de Servicios de la Marina del Ministerio de Defensa del Reino Unido ordenó el salvamento del ex ARA Santa Fe (S-21) a fin de retirarlo del fondeadero de la Caleta Vago, con el objeto de liberar el muelle para ser utilizado por buques en servicio. El submarino fue reflotado y subido al varadero para obturar los rumbos del casco. Tras cuatro meses de trabajo con el apoyo del buque de salvamento RMAS Goosander y del remolcador Salvageman, el S-21 comenzó a ser remolcado hacia aguas más profundas. Finalmente, la veterana nave se hundió definitivamente en el Atlántico Sur en la posición 54°08.5′S 36°19.8′O / -54.1417, -36.3300, el 20 de febrero de 1985, estimándose que se encuentra sobre el lecho marítimo a 196 metros de profundidad.

## Comandantes
El buque, a lo largo de su carrera operativa en la Armada Argentina, ha tenido a los siguientes Comandantes:
| Desde                   | Hasta                   | Grado              | Nombre                  |
| ----------------------- | ----------------------- | ------------------ | ----------------------- |
| 1 de julio de 1971      | 13 de marzo de 1973     | Capitán de Fragata | Juan Carlos Martínez    |
| 13 de marzo de 1973     | 28 de diciembre de 1973 | Capitán de Fragata | Juan José Lombardo      |
| 28 de diciembre de 1973 | 30 de enero de 1975     | Capitán de Corbeta | Roberto Luis Pertusio   |
| 30 de enero de 1975     | 28 de enero de 1976     | Capitán de Corbeta | Héctor Horacio González |
| 28 de enero de 1976     | 31 de enero de 1977     | Capitán de Corbeta | Félix Rodolfo Bartolomé |
| 31 de enero de 1977     | 17 de enero de 1978     | Capitán de Corbeta | José Félix Martínez     |
| 17 de enero de 1978     | 23 de enero de 1979     | Capitán de Corbeta | Alberto R. Manfrino     |
| 23 de enero de 1979     | 10 de febrero de 1980   | Capitán de Fragata | Carlos Héctor Pimentel  |
| 10 de febrero de 1980   | 14 de enero de 1981     | Capitán de Fragata | Eduardo Carlos Frías    |
| 14 de enero de 1981     | 28 de diciembre de 1981 | Capitán de Corbeta | Julio Eneas Grosso      |
| 28 de diciembre de 1981 | 25 de abril de 1982     | Capitán de Corbeta | Horacio Alberto Bicain  |

## Su nombre
Fue el séptimo buque que llevó este nombre en la Armada Argentina, en homenaje a la Provincia de Santa Fe.